# Mateo Chiarini
Mateo Chiarini (Córdoba, Argentina, 4 de septiembre de 1998) es un baloncestista argentino que juega en Regatas Corrientes de la Liga Nacional de Básquet de Argentina. Se desempeña en la posición de escolta.

## Trayectoria
Salido de la cantera de Unión Eléctrica, completó su formación luego en  Atenas. Con ese club debutó como profesional en febrero de 2016 en un duelo ante Obras Basket. Siendo un jugador juvenil con gran proyección, ya en su segunda temporada fue incluido en la rotación del plantel, y, para su cuarta temporada, terminó por ganarse la titularidad en el equipo. 
Chiarini integró la selección de Córdoba que conquistó el título en el Campeonato Argentino de Básquet 2018. 
En 2020 fichó con Instituto, otro representante de Córdoba en la LNB. Su aporte fue importante para que su equipo se consagrase campeón de la temporada 2021-22 de la LNB. 
En agosto de 2023 dejó su país para fichar con el Pielle Livorno de la Serie B de Italia. Tras completar su primera temporada en ese club, pasó a las filas del Pallacanestro Montecatini de la misma categoría.
En 2025 fue repatriado por Regatas Corrientes.

## Selección nacional
Chiarini fue parte de las selecciones juveniles de Argentina, disputando el Campeonato Mundial de Baloncesto Sub-19 de 2017 y el Campeonato Sudamericano de Baloncesto Sub-21 de 2019.
Formó parte del seleccionado universitario de su país que, en agosto de 2023, terminó cuarto en la Universiada de 2021.